# Байхлингсталер
Ба́йхлингсталер (нем. Beichlingstaler, также байхлингталер) — название польско-саксонского талера, отчеканенного в 1702 году при правлении Августа Сильного. Среди многочисленных крупных серебряных монет XVII—XVIII столетий её выделяет необычная судьба. Изображение на аверсе было трактовано недоброжелателями канцлера графа Вольфа Дитриха фон Байхлингена как помещение личных символов на монету, что посягало на исключительные права монарха. Данное обстоятельство, среди прочих, было указано в обвинительном эдикте 1703 года при заключении в тюрьму первого министра государства. По имени первого сановника Речи Посполитой и курфюршества Саксония монета и получила своё название.

## Описание монеты
Вес монеты составляет около 27,5 г, диаметр 42 мм. Нумизматические источники относят их к банкоталерам бургундской монетной стопы.
В центре аверса расположен крест. Четыре больших буквы «А» помещены на концах его линий. Между ними расположены римские цифры «II». Круговая надпись «AUGUSTUS. II. D(ei). G(ratia). REX. POL(oniarum). M(agnus). D(ux). LIT(huaniae). D(ux). SAX(oniae). I(uliaci). C(liviae). M(ontium). A(ngariae). & W(estphaliae).» в вольном переводе обозначает «Август II, Божьей милостью король Польши, великий герцог литовский, Юлиха, Клеве, Берга, Энгрии и Вестфалии».
На реверсе помещён гербовый щит, разделённый на четыре поля. Герб увенчивает корона. Круговая надпись «SAC(ri). ROM(ani). IMP(erii). ARCHIM(arschallus). ET. ELECT(or). 1702» в вольном переводе обозначает «Священной Римской империи рейхсмаршал и курфюрст».

## История выпуска

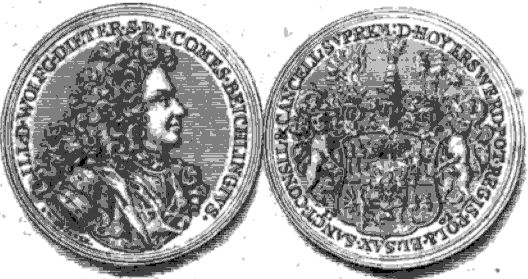
Медаль графа Байхлингена 1702 года. На реверсе в центре помещены в частности геральдическая корона курфюрста и орден Данеброга

В 1697 году польский трон занял саксонский курфюрст, вошедший в историю как Август Сильный. В 1702 году было отчеканено три типа талеров на Лейпцигском монетном дворе. Данные монеты можно отнести как к немецким (саксонским), так и к польским. Хоть на монете и отсутствует знак медальерного мастера, однако факт, что минцмейстером в Лейпциге в это время был Эрнст Петер Хехт, даёт основание предположить, что именно он и является автором штемпелей байхлингсталера.
Ответственным за выпуск являлся канцлер граф Вольф Дитрих фон Байхлинген. Недоброжелатели сановника утверждали, что крест в центре больше напоминает таковой ордена Данеброга, а не Слона. Второй орден был помещён на два из трёх типов талеров, которые выпустили в 1702 году. Суть обвинения состояла в том, что канцлер был кавалером первого ордена, а король — второго. Таким образом Байхлингена заподозрили в том, что он поместил на монету свои символы, чем узурпировал право монарха. Обвинение было достаточно серьёзным в описываемое время. Во время восстания или после свержения монарха новые правители зачастую первым делом начинали чеканить собственную монету. Данное обстоятельство среди прочих было указано при заключении графа в тюрьму.
В п.5 обвинительного текста 1703 года, на основании которого графа лишили свободы, напрямую говорилось: «… unter des Königs Namen ausgeprägte Münz das Danebrogger Ordens Land und Kreutz zu setzen …», что в вольном переводе обозначает «на монете, отчеканенной с именем короля, поместил крест ордена Данеброга». Там же ему вменяют в вину личный герб, в центре которого изображён символ власти — геральдическая корона курфюрста. Крест Данеброга не был единственным обвинением, связанным с выпуском монет. В п. 6 канцлеру вменили в вину, что он «вопреки воле короля и без его уведомления» занимался порчей монеты, то есть выпускал деньги со значительно сниженным количеством в них благородного металла. Эти монеты, номиналом в 6 пфеннигов, даже получили красноречивое обиходное название «зойфцеров» (от нем. Seufzer — вздох, стон), так как народ «стонал» от снижения их покупательной способности.
Сам канцлер опровергал выдвинутые ему обвинения, подчёркивая, что кресты орденов Слона и Данеброга весьма похожи. Непосредственным изготовлением монеты занимается минцмейстер, а он сам увидел, как и все, уже готовые и выпущенные в оборот экземпляры.